# Devlet Bahçeli
Devlet Bahçeli (prononcé en turc [dɛv'lɛt bɑ̟ht͡ʃɛ'li], né le 1er janvier 1948 dans la province d'Osmaniye), est un universitaire et homme politique turc d'extrême-droite. Il est l’un des membres fondateurs des Foyers idéalistes (Ülkü Ocakları), secrétaire général du Parti d'action nationaliste (MHP) et député de la circonscription d’Osmaniye.

## Biographie
Devlet Bahçeli est originaire d'une famille aisée d'origine turkmène de la province d'Osmaniye, son père est acquis au Parti républicain du peuple (CHP) et à son dirigeant İsmet İnönü,. Salih Bahçeli aurait vu en rêve les prénoms de ses trois enfants : Turan, d'après les Tourans, peuples nomades d'Asie centrale dont les anciens Turcs faisaient partie ; Servet, qui signifie richesse, et Devlet qui signifie État. Après des études primaires « brillantes », il part pour Istanbul, pour y suivre ses études secondaires (il réside dans le quartier bourgeois d'Etiler),. Il fréquente uniquement des établissements privés, alors réservés à l'élite stambouliote, ce qui lui vaudra le surnom de « kolejli » dans les groupes politisés qu'il commence à fréquenter,. Son professeur de littérature au lycée est Suna Tural, la femme du général Cemal Tural qui a été le 13e chef de l'État-major des forces armées turques de 1966 à 1969. Elle lui recommande les ouvrages de son mari, dont la lecture aura une influence sur lui,.
Il s'inscrit à l'université en 1967 à l'âge de 19 ans. Il est diplômé en 1971 en commerce extérieur à la faculté des sciences économiques et administratives de l'Université Gazi, où il poursuivra avec un doctorat en économie à la faculté des sciences sociales et deviendra en 1972 chargé d'enseignement puis maître de conférences en 1987,. Devlet Bahçeli devra attendre 10 ans avant d'obtenir son doctorat, son directeur de thèse reportant systématiquement le délai de soutenance. Il est apprécié de ses étudiants qui le surnomment « Ağırbaşlı Hoca » (Pr. Sévère), « Devlet ağabey » ou « Devlet abi » (grand-frère Devlet),.
Devlet Bahçeli n'est pas marié et n'a pas d'enfants. Le journaliste Can Dündar (alors journaliste du quotidien Milliyet) le définit comme quelqu'un de « discret, distant et austère », « sérieux et grosse-tête » tant jeune étudiant qu'universitaire. Absorbé par son engagement politique, il ajournera constamment son projet de mariage en invoquant les « principes du pays ». Ne sortant jamais de chez lui « sans pantalon repassé, et sans chemise sans cravate », il habite d'abord avec sa mère à Istanbul puis avec sa grande sœur à Ankara. Très discret sur sa vie privée, il est cependant réputé apprécier le chanteur Ferdi Tayfur, l'adana épicé, et est Beşiktaşlı (supporteur du club de football de Beşiktaş). Dans un reportage il qualifie sa vie ainsi : « Ma vie est comme une ligne toute droite d'idéaliste, sans zigzag, c'est ce qui la rend intéressante ».

## Parcours politique
C'est au lycée que Devlet Bahçeli commence à faire partie de groupes politisés. Il fréquente des groupes liés aux loups gris (ou Foyers idéalistes), branche jeunesse armée du MHP, qui sont des groupes d'extrême-droite, parfois qualifiés de néo-fascistes, anti-communistes et ouvertement violents,,,.
Entré à l'université en 1967 à l'âge de 19 ans, il suit les séminaires du colonel Alparslan Türkeş (un des membres de la junte du coup d'État militaire du 27 mai 1960)  alors président du Parti républicain villageois de la nation (Cumhuriyetçi Köylü Millet Partisi, CKMP) qui devient en 1969 le Parti d'action nationaliste (Milliyetçi Hareket Partisi),.
Entre 1970 et 1971 il est nommé secrétaire général de la Fédération étudiante nationale de Turquie (Türkiye Milli Talebe Federasyonu) et fonde l'Association des chargés d'enseignements de la faculté des sciences économiques et administratives (généralement nommée Akademi) et des hautes-écoles de l'université Gazi (Üniversite Akademi ve Yüksekokullar Asistanları Derneği ou ÜNAY),,.
Lors du coup d'État militaire du 12 septembre 1980, tous les partis politiques (MHP inclus), syndicats et associations sont interdits ; l'association d'enseignants dirigée par Devlet Bahçeli est une des très rares organisations universitaires à ne pas être inquiétées.
Comme d'autres formations politiques interdites, le MHP se reconstitue sous un autre nom après 1980. Dans un premier temps, le 7 juillet 1983 il devient le Parti conservateur (Muhafazakâr Parti ou MP), présidé par Mehmet Pamak, intégrant une partie des membres du Parti républicain du peuple (CHP). En 1983 le Conseil de sécurité nationale (la junte militaire) oppose un veto à la création du parti et aucune liste ne sera déposée pour les élections législatives d'octobre 1983. Le Parti de la mère patrie (conservateur) de Turgut Özal établit une solide majorité à la Grande Assemblée nationale de Turquie. Le Parti du travail nationaliste (Milliyetçi Çalışma Partisi, MÇP) est fondé le 30 novembre 1985 et se prépare au référendum constitutionnel de 1987. Alparslan Türkeş, en raison de l'interdiction faite aux anciens dirigeants de formations politiques de se présenter à des élections ou d'exercer des fonctions de direction dans les partis politiques, ne peut diriger sa formation politique. Il ne choisit pas Ali Koç, ancien membre du Parti conservateur, qui n'a pas été élu député en 1983 et désavoué par le pouvoir militaire. Afin de restaurer son image, il « invite » Devlet Bahçeli, jeune universitaire, à briguer le poste de président du MÇP. Ce dernier accepte, démissionne de l'université Gazi et est élu,.
En 1993 les mesures d'interdiction politiques subsistantes du coup d'État de 1980 sont levées : Devlet Bahçeli démissionne et laisse à Alparslan Türkeş la présidence du MÇP, renommé MHP le 24 janvier 1993.
Aux législatives de 1995 le MHP fait récolte 8,18 % des suffrages exprimés : c'est en dessous du seuil de 10 % et aucun candidat MHP n'est élu. Devlet Bahçeli était candidat dans la circonscription d'Adana.
Alparslan Türkeş, qui dirige le parti depuis sa fondation en 1969, meurt le 4 avril 1997. Devlet Bahçeli se présente à sa succession et est élu par le 5e congrès extraordinaire du MHP.
Aux législatives de 1999 le MHP recueille 17,98 % des suffrages exprimés et 129 sièges à la Grande Assemblée nationale de Turquie. Le MHP devient brusquement la deuxième formation politique de Turquie.
Il conclut une alliance avec l'AKP de Recep Tayyip Erdoğan, qu'il s'engage à soutenir pour l'élection présidentielle de 2018. Le journaliste Akram Belkaïd note pourtant que par le passé Devlet Bahçeli « fut un adversaire acharné de l'AKP, multipliant à son encontre les critiques acerbes et parfois les insultes. »

### Fonctions occupées au Parti d'action nationaliste
Après sa première élection en 1997 à la tête du MHP, Devlet Bahçeli est réélu par l'assemblée générale le 5 novembre 2000, le 12 octobre 2003, le 19 novembre 2006, le 8 novembre 2009, le 4 novembre 2012 et le 21 mars 2015.

### Mandats électifs
- Député MHP de la circonscription d'Osmaniye à la 21e législature (depuis le 2 mai 1999)[14],[15],[16],[17]

## Controverses
À la suite de la reconnaissance du génocide arménien par le Parlement allemand, Bahçeli a déclaré que les déportations d'Arméniens étaient « absolument correctes » et devraient être répétées si un événement similaire se produisait. Il a également glorifié les Trois Pachas, auteurs du génocide arménien, à de nombreuses reprises. Après que Joe Biden soit devenu le premier président américain à reconnaître officiellement le génocide arménien le 24 avril 2021, Bahçeli a menacé de mort les Arméniens vivant en Turquie, les activistes turcs de gauche et les citoyens turcs reconnaissant le génocide, en déclarant : « Quand vous nous regardez, nous veillerons à ce que vous voyiez Talaat, Enver Pacha et Mustafa Kemal Atatürk. » Il a également nié qu'il y ait eu des génocides ou des massacres dans l'histoire de la Turquie.
Il a des liens d'amitié avec le chef mafieux Alaettin Çakıcı qu'il a visité en prison, et pour qui il a demandé une amnistie générale. La demande a été rejetée par Erdoğan.